# نوريماسا اتسوكاوا
نوريماسا اتسوكاوا (باليابانية: 熱川 徳政) (مواليد 31 مايو 1995) هو لاعب كرة قدم ياباني.

## وصلات خارجية
- نوريماسا اتسوكاوا على موقع رابطة كرة القدم اليابانية للمحترفين (اليابانية)
- نوريماسا اتسوكاوا على موقع Soccerway.com (الإنجليزية)